# Micrathyria kleerekoperi
Micrathyria kleerekoperi är en trollsländeart som beskrevs av Philip Powell Calvert 1946. Micrathyria kleerekoperi ingår i släktet Micrathyria och familjen segeltrollsländor. IUCN kategoriserar arten globalt som akut hotad. Inga underarter finns listade i Catalogue of Life.